# Prasong Soonsiri

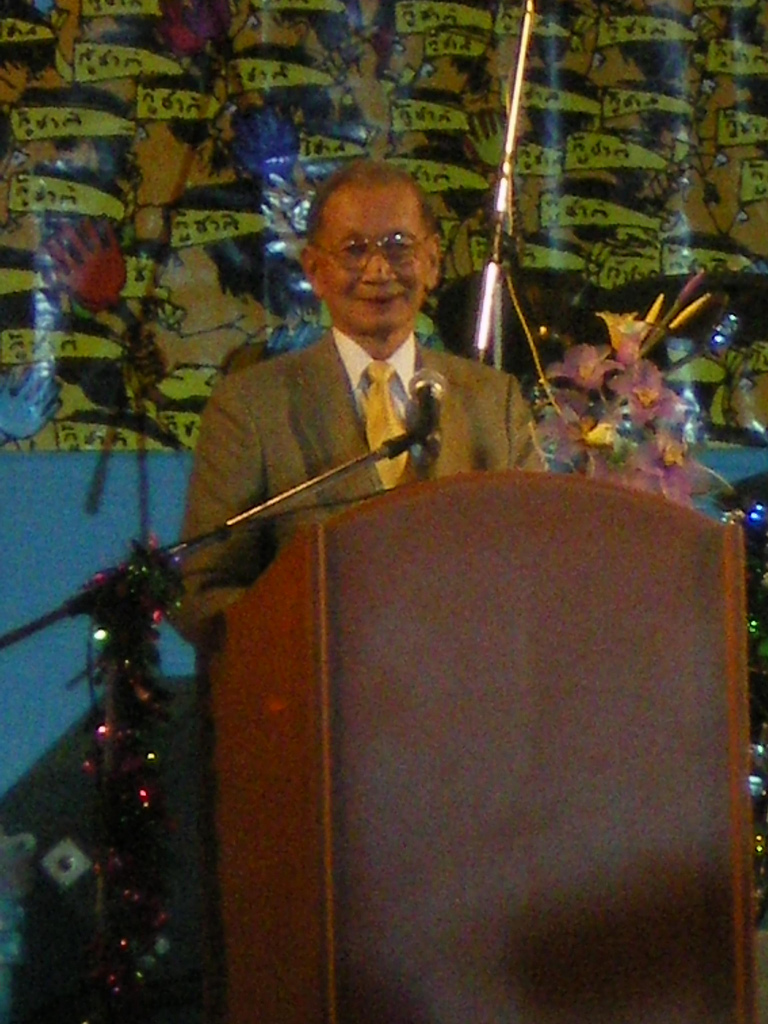
Prasong Soonsiri

Prasong Soonsiri (11 de agosto de 1927) es un político y militar tailandés.
Comandante en Jefe de la Real Fuerza Aérea de Tailandia, ministro de Relaciones Exteriores (1992-1994), y Presidente del Consejo de Seguridad Nacional de Tailandia, órgano creado como Junta Militar por los militares que encabezaron el golpe de Estado de 2006. Prasong ha sido un crítico de la política del que fuera primer ministro, Thaksin Shinawatra, desde la entrada en la política de Thaksin en 1994. Thaksin se unió al Partido Phalang Dharma a finales de 1994 bajo la invitación del Chamlong Srimuang, que acababa de recuperar la posición de líder del partido del banquero chino-tailandés, Boonchu Rojanastien. En una purga posterior de militantes partidarios de Boonchu, Thaksin fue nombrado ministro de Relaciones Exteriores, en sustitución de Prasong Soonsiri.
Prasong fue una de las figuras claves en el golpe del 19 de septiembre de 2006 que derrocó al gobierno electo de Thaksin Shinawatra. Prason había desarrollado planes para un golpe militar que ya en julio de 2006. Vinculado al rey Bhumibol Adulyadej, Prasong fue más tarde designado por el Consejo de Seguridad Nacional para presidir la Asamblea Nacional, y fue el presidente del Comité Redactor de la Constitución de 2007.